# Sus scrofa meridionalis
Il cinghiale sardo (Sus scrofa meridionalis, Forsyth Major 1882) è una sottospecie del cinghiale (Sus scrofa, Linnaeus 1758) presente in Corsica e Sardegna.

## Inquadramento tassonomico
Secondo uno schema tassonomico ancora accettato, il cinghiale sardo è una delle tre sottospecie italiane ed affianca l'euroasiatico S. scrofa scrofa ed il maremmano, S. scrofa majori. L'inquinamento genetico causato dalle frequenti immissioni di popolazioni alloctone e il frequente meticciamento con popolazioni di suini domestici in zone in cui è d'uso l'allevamento allo stato brado sono causa di grande incertezza in merito all'attuale inquadramento sia tassonomico sia filogenetico.
Si ipotizza che il maremmano sia in realtà estinto e rappresenti un adattamento geografico del tipo euroasiatico S. scrofa scrofa alle condizioni ambientali mediterranee, mentre il sardo mostra differenze consistenti rispetto alle popolazioni continentali e, invece, una relazione più stretta con il maiale. Questo fa ipotizzare che la sottospecie meridionalis si sia originata, presumibilmente nel Neolitico, da popolazioni di suini domestici rinselvatichiti . L'influenza genetica del maiale allevato allo stato brado e di eventuali popolazioni alloctone introdotte per scopi venatori sono in ogni modo un fattore che mette a serio rischio il mantenimento dell'identità genetica della sottospecie sardo-corsa .

## Caratteri morfologici
In ogni modo il cinghiale sardo è quello che si differenzia maggiormente dalla sottospecie tipo, rispetto alla quale ha una taglia inferiore e una mole più piccola. Altre sensibili differenze riguardano la conformazione del cranio, più lungo e più largo rispetto al tipo euroasiatico. Un maschio adulto raggiunge al massimo 1-1,2 m di lunghezza e un peso vivo di 70-80 kg, l'altezza al garrese è in media di 55-60 cm. I valori medi risentono del grado di meticciamento: in gran parte della Sardegna la taglia e la mole hanno valori relativamente più alti rispetto a quelli che si dovrebbero riscontrare nei tipi con un maggior grado di purezza. Ad esempio, nelle montagne della Sardegna meridionale, dove l'allevamento suino allo stato brado ha avuto una minore diffusione, i cinghiali sono notoriamente più piccoli, con adulti che hanno pesi vivi dell'ordine di 35-45 kg contro i 50-60 kg dei tipi della Sardegna centrale e settentrionale.

## Distribuzione
La maggior parte delle fonti citano la diffusione del cinghiale sardo solo in Corsica e in Sardegna. Poche fonti citano l'estensione dell'areale anche all'Andalusia 

## Etologia ed habitat
Non ci sono sostanziali differenze fra la sottospecie meridionalis e i tipi continentali. Anche il cinghiale sardo vive associato prevalentemente ad ambienti di macchia e boschivi e preferibilmente in prossimità di fonti d'acqua. Rispetto ai tipi continentali mostra una maggiore preferenza per la vegetazione più fitta, pertanto è più difficile reperirlo in spazi aperti. Si nutre di ghiande, leguminose, frutti della macchia, radici e tuberi, tuttavia può variare notevolmente la sua dieta nel corso dell'anno. Essendo onnivoro si comporta anche come predatore minore, a spese soprattutto dei nidi di alcuni uccelli o di piccoli animali. Nella Sardegna meridionale è in parte antagonista del cervo sardo, specie verso la quale esercita una certa competizione.
In Sardegna è diffuso in tutto il territorio, con l'eccezione delle aree a più forte penetrazione antropica, soprattutto nella pianura del Campidano, e degli isolotti che non hanno una vegetazione sufficiente ad ospitare questo mammifero.

## Nemici
L'assenza di grandi carnivori in Sardegna e Corsica fa sì che il cinghiale sardo non abbia nemici fra i predatori, i fattori naturali di controllo sono pertanto la competizione intraspecifica e le malattie. In Sardegna la caccia al cinghiale è regolamentata dalla Legge Regionale n. 23 del 1998, che ne permette l'esercizio per un breve periodo a partire dal mese di novembre. La pressione venatoria si esercita tuttavia per buona parte dell'anno con il bracconaggio, esercitato sia con la caccia di frodo nel periodo autunnale e invernale, sia con le trappole, costituite da lacci di acciaio tesi nei passaggi.
Pur non esistendo una stima ufficiale della popolazione, la sua conservazione, attualmente, non è ritenuta minacciata e la popolazione è data in fase di crescita; in alcune zone dell'isola è anzi piuttosto frequente, spingendosi anche fino ai centri abitati e recando occasionalmente danni all'attività agricola.